# Ralph Tester
Ralph P. Tester (2 de junio de 1901 – mayo de 1998) fue un administrador en Bletchley Park, la estación decodificadora de códigos durante la Segunda Guerra Mundial. Tester creó y supervisó la sección llamada Testery, los cuales estaban encargados de descifrar el código cifrado llamado "Tunny".

## Trayectoria
Antes de la Segunda Guerra, Tester era había trabajado como contable en Alemania y conocía bien la idiosincrasia del país. Tenía una posición gerencial en Unilever. Al iniciar la guerra el trabajaba para la BBC que monitorizaba las emisiones de radio alemanas. Después fue reclutado en Bletchley Park, y a comienzos de 1942 estaba a la cabeza de un grupo que trabajaba en el uso de Descifrador Playfair usado por la policía alemana.
Este grupo formó el núcleo de "Testery", formado en julio de 1942. Inicialmente formado por un núcleo de expertos en criptografía, hacia mayo de 1945 Testery tenía a su cargo a un equipo de 118 personas.